# Philippe Marland
Pour les articles homonymes, voir Marland.
Philippe Marland, né le 17 janvier 1947 à Saint-Florentin (Yonne), est un haut fonctionnaire et diplomate français, ancien préfet et représentant permanent de la France auprès de l'OCDE de 2007 à 2009.
Il est l'époux de Muriel Marland-Militello, députée UMP des Alpes-Maritimes avec laquelle il a une fille qui est magistrate.

## Formation
Né dans une famille de médecins le 17 janvier 1947 à Saint-Florentin (Yonne), il fait ses études à l'IEP de Paris, dont il sort diplômé en 1967, est licencié en droit (1969) et ancien élève de l'ENA (promotion François Rabelais 1971-1973).
Il est ancien auditeur de l'IHEDN (42e session 1989-1990).

## Parcours professionnel

### Parcours administratif

#### En tant quesous-préfet
Après sa sortie de l'ENA en 1973, il est nommé directeur de cabinet du préfet de la Sarthe, poste qu'il occupera pendant un an avant d'être nommé directeur du cabinet du préfet des Yvelines (1974-1977).
De 1979 à 1982, il est secrétaire général du département de l’Allier. En 1982, il est nommé sous-préfet d’arrondissement à Metz-campagne. Puis de 1982 à 1984, il est secrétaire général du territoire de la Nouvelle-Calédonie.
En 1985-1986, il est chargé de la sous-direction des affaires sociales au cabinet du préfet de police de Paris. Puis après un bref passage dans un cabinet ministériel, il devient sous-préfet d’arrondissement à Saint-Germain-en-Laye (1987-1992).

#### En tant quepréfet
En 1992, il devient préfet et est nommé préfet délégué pour la sécurité à Lyon (1992-1993). Il participe à un cabinet ministériel de 1993 à 1995 jusqu'à sa promotion de préfet hors classe. De 1995 à 1999, il est alors nommé préfet des Alpes-Maritimes. Enfin, il est nommé préfet de la région Alsace et préfet du Bas-Rhin (1999-2002).

### Parcours politique
(mai 2009).
- 1986 : chef de cabinet du ministre chargé du budget Alain Juppé
- 1993 : conseiller au cabinet du Premier ministre Édouard Balladur
- 2002 : directeur de cabinet de la ministre de la Défense Michèle Alliot-Marie[2]
- Du 30 mai 2007 au 30 juin 2009 : ambassadeur, représentant permanent de la France auprès de l'OCDE.

## Récompenses et distinctions

### Décorations
- Chevalier de la Légion d'honneur
- Officier de l'ordre national du Mérite
- Officier de l'ordre pro Merito Melitensi